# Panamericansaurus schroederi
Panamericansaurus schroederi es la única especie conocida del género extinto  Panamericansaurus ("lagarto panamericano") es un género de dinosaurio saurópodo titanosáurido, que vivió a finales del geológico Cretácico entre 75 a 70 millones de años durante el Campaniense y Maastrichtiense en lo que hoy es América del Sur.
La especie tipo Panamericansaurus schroederi fue nombrada y descrita por Jorge Orlando Calvo y Juan Domingo Porfiri en 2010. El nuevo género debe su nombre a la compañía energética Pan American Energy, que financió las investigaciones, y la especie honra a la Familia Schroeder, dueña de las tierras donde se encontró, en la provincia de Neuquén, Argentina.
Panamericansaurus es muy similar al Aeolosaurus, con el que está estrechamente emparentado, del que difiere sólo en detalles de las vértebras.
El holotipo MUCPv-417 fue encontrado en junio de 2003 cerca de San Patricio del Chañar, en Neuquén, en estratos de la Formación Allen data del Campaniano al Maastrichtiano.  Consta de cinco vértebras de la cola, una vértebra sacra, un húmero izquierdo, arcos hemales y fragmentos de costillas. El húmero mide 123 centímetros de largo. La longitud total del holotipo individual se estimó en 11 metros. Los autores loincluyeron en Aeolosaurini, un clado dentro de Titanosauridae, del cual son miembros también Aeolosaurus y Gondwanatitan.